# Obervilkerath
Obervilkerath ist ein Ortsteil von Vilkerath in der Stadt Overath im Rheinisch-Bergischen Kreis in Nordrhein-Westfalen, Deutschland.

## Lage und Beschreibung
Obervilkerath liegt an der Bundesstraße 55, die hier Kölner Straße heißt. Er ist durch ein Gewerbegebiet vom Kern des Ortsbereichs Vilkerath getrennt. Durch das Zusammenwachsen der ehemaligen Wohnplätze Obervilkerath, Untervilkerath, Steinhaus und Aggerhof ist Vilkerath zu einem geschlossenen Siedlungsbereich zusammengewachsen und bildet heute einen der sieben Stadtteile Overaths. Obervilkerath ist durch die Buslinie 310, die Overath mit Gummersbach verbindet, an den öffentlichen Nahverkehr angeschlossen.

## Geschichte
Vilkerath wurde im 13. Jahrhundert als Vilkerode und Wilkerode urkundlich erwähnt. Die Nennung bezieht sich aber vermutlich auf Untervilkerath, dass das Zentrum des heutigen Stadtteil Vilkeraths bildet. 
Die Topographia Ducatus Montani des Erich Philipp Ploennies, Blatt Amt Steinbach, belegt, dass der Wohnplatz bereits 1715 vier Hofstellen besaß, die als o Filigradt beschriftet sind. Carl Friedrich von Wiebeking benennt die Hofschaft auf seiner Charte des Herzogthums Berg 1789 als Ob Vilkrath. Aus ihr geht hervor, dass der Ort zu dieser Zeit Titularort der Honschaft Vilkerath im Kirchspiel Overath war.
Der Ort ist auf der Topographischen Aufnahme der Rheinlande von 1817 als Ob. Vilkrath verzeichnet. Die Preußische Uraufnahme von 1845 zeigt den Wohnplatz unter dem Namen Vilkerath. Ab der Preußischen Neuaufnahme von 1892 ist der Ort auf Messtischblättern regelmäßig als Obr. Vilkerath oder Obervilkerath verzeichnet.
1822 lebten 59 Menschen im als Hof kategorisierten und als Ober-Vilkerath bezeichneten Ort, der nach dem Zusammenbruch der napoleonischen Administration und deren Ablösung zur Bürgermeisterei Overath im Kreis Mülheim am Rhein gehörte. Für das Jahr 1830 werden für den als Ober- und Unter-Vilkerath bezeichneten Ort 99 Einwohner angegeben. Der 1845 laut der Uebersicht des Regierungs-Bezirks Cöln als Dorf kategorisierte und Ober-Vilkerath bezeichnete Ort besaß zu dieser Zeit elf Wohngebäude mit 63 Einwohnern, alle katholischen Bekenntnisses. Die Gemeinde- und Gutbezirksstatistik der Rheinprovinz führt Obervilkerath 1871 mit elf Wohnhäusern und 57 Einwohnern auf. Im Gemeindelexikon für die Provinz Rheinland von 1888 werden für Ober Vilkerath 13 Wohnhäuser mit 83 Einwohnern angegeben. 1895 besitzt der Ort elf Wohnhäuser mit 53 Einwohnern und gehörte konfessionell zum katholischen Kirchspiel Hohkeppel, 1905 werden elf Wohnhäuser und 54 Einwohner angegeben.
Bei Obervilkerath befand sich die Grube Uhland.